# Путятино (Сергиево-Посадский район)
Путятино — деревня в Сергиево-Посадском районе Московской области России, входит в состав сельского поселения Березняковское.

## Население
| 1859 | 1895 | 1905 | 1926 | 2002 | 2006 | 2010 |
| ---- | ---- | ---- | ---- | ---- | ---- | ---- |
| 79   | ↗81  | ↘63  | ↗80  | ↘11  | ↘7   | ↗130 |

## География
Деревня Путятино расположена на севере Московской области, в юго-восточной части Сергиево-Посадского района, примерно в 63 км к северу от Московской кольцевой автодороги и 13 км к востоку от станции Сергиев Посад Ярославского направления Московской железной дороги.
В 4 км северо-западнее деревни проходит Ярославское шоссе М8, в 3 км юго-западнее — Московское большое кольцо А108, в 13 км к северу — автодорога Р75 Александров — Владимир. Ближайшие сельские населённые пункты — деревни Гагино, Слабнево и Яковлево.

## История
В «Списке населённых мест» 1862 года — владельческое сельцо 1-го стана Александровского уезда Владимирской губернии по правую сторону Троицкого торгового тракта из города Алексадрова в Сергиевский посад Московской губернии, в 27 верстах от уездного города и становой квартиры, при колодце, с 12 дворами и 79 жителями (41 мужчина, 38 женщин).
По данным на 1895 год — сельцо Рогачёвской волости Александровского уезда с 81 жителем (38 мужчин, 43 женщины). Основным промыслом населения являлось хлебопашество, в зимнее время женщины и подростки занимались размоткой шёлка и клеением гильз, 10 человек уезжали в качестве прислуги на отхожий промысел в Сергиевский посад.
По материалам Всесоюзной переписи населения 1926 года — деревня Слободского сельсовета Рогачёвской волости Сергиевского уезда Московской губернии в 11,7 км от Ярославского шоссе и 17,1 км от станции Сергиево Северной железной дороги; проживало 80 человек (36 мужчин, 44 женщины), насчитывалось 16 хозяйств (14 крестьянских).
С 1929 года — населённый пункт Московской области в составе:
- Яковлевского сельсовета Сергиевского района (1929—1930)[12],
- Яковлевского сельсовета Загорского района (1930—1939)[13],
- Дивовского сельсовета Загорского района (1939—1954)[14],
- Бужаниновского сельсовета Загорского района (1954—1963, 1965—1991)[14][15][16],
- Бужаниновского сельсовета Мытищинского укрупнённого сельского района (1963—1965)[15],
- Бужаниновского сельсовета Сергиево-Посадского района (1991—1994)[16],
- Бужаниновского сельского округа Сергиево-Посадского района (1994—2006)[17],
- сельского поселения Березняковское Сергиево-Посадского района (2006 — н. в.)[18][19].